# 歓盛寺
歓盛寺（かんせいじ）は、富山県高岡市にある曹洞宗の寺院。山号は最勝山。

## 歴史
江戸中期に創建。開山は大轉玄機。
本堂、山門、離座敷の3棟が登録有形文化財。

## 境内
- 本堂

入母屋造桟瓦葺、内部は八間取方丈形式で、前面に幅一間の広縁を通し、中央南寄りに向拝、背面に開山堂を張出す。側廻りは舟肘木。全体に簡明なつくりで、当地における江戸中期の曹洞宗末寺本堂の様相を伝える。
- 山門

切妻造桟瓦葺、三間一戸薬医門。組物は実肘木付三斗、格天井を張り、軒は一軒繁垂木。妻飾の虹梁大瓶束笈形付、中備蟇股、冠木廻りなどを精緻な彫刻で飾る。瑞龍寺の脇門を移築したとも伝わる。
- 離座敷

尼僧学林の講師控所として建立。総二階建、切妻造桟瓦葺で、本堂背面下手に接続。上下階にそれぞれ八畳二室を置き、奥の部屋はともに座敷飾の床を備える。質素ながら丁寧なつくりで、最初期の曹洞宗尼僧教育の様子を伝える貴重な遺構。